# Liste der Statthalter von Macedonia
Die Liste der Statthalter von Macedonia enthält die bekannten Statthalter der römischen Provinz Macedonia. Die Liste ist nicht vollständig.
Die Provinz Macedonia wurde im Jahr 146 v. Chr. durch Quintus Caecilius Metellus Macedonicus eingerichtet. Unter Diokletian (284–305) wurde die Provinz im Rahmen einer Verwaltungsreform in kleinere Provinzen unterteilt (Siehe Liste der römischen Provinzen ab Diokletian).

## Republik
Während der Republik wurde die Provinz von Statthaltern verwaltet, die im Range eines Proconsuls standen.
| Datierung        | Name                          | Konsul | Anmerkung               |
| ---------------- | ----------------------------- | ------ | ----------------------- |
| um 145 v. Chr.   | Cn. Egnatius                  |        | Dat. aus de.wp          |
| 114/113 v. Chr.  | C. Porcius Cato               | 114    | Dat. aus de.wp          |
| 112/110 v. Chr.  | M. Livius Drusus              | 112    | Dat. aus de.wp          |
| 110/106 v. Chr.  | M. Minucius Rufus             | 110    | Dat. aus de.wp          |
| 103 v. Chr.      | C. Memmius                    |        | Dat. aus de.wp          |
| um 94 v. Chr.    | L. Iulius Caesar              | 90     | Dat. aus de.wp          |
| um 85 v. Chr.    | L. Cornelius Scipio Asiaticus | 83     | Dat. aus de.wp          |
| 80/77 v. Chr.    | Cn. Cornelius Dolabella       | 81     |                         |
| 78/76 v. Chr.    | Ap. Claudius Pulcher          | 79     | Dat. aus de.wp          |
| 76/72 v. Chr.    | C. Scribonius Curio           | 76     | Dat. aus de.wp          |
| um 73/71 v. Chr. | M. Terentius Varro Lucullus   | 73     | Dat. aus de.wp          |
| 64/63 v. Chr.    | L. Manlius Torquatus          | 65     | Dat. aus de.wp          |
| um 63 v. Chr.    | C. Antonius Hybrida           | 63     | Dat. aus de.wp          |
| 60/59 v. Chr.    | C. Octavius                   |        | Dat. aus de.wp          |
| 57/55 v. Chr.    | L. Calpurnius Piso Caesoninus | 58     | Dat. aus de.wp          |
| 55 v. Chr.       | Q. Ancharius                  |        | Dat. aus RE:Ancharius 3 |
| 29/28 v. Chr.    | M. Licinius Crassus           | 30     | Dat. aus de.wp          |

## Kaiserzeit
Mit dem Beginn der Kaiserzeit gehörte Macedonia zu den senatorischen Provinzen, die durch einen vom römischen Senat entsandten Statthalter (Proconsul) verwaltet wurden. Der Statthalter war im Normalfall ein Praetor; das Amtsjahr dauerte i. d. R. vom 1. Juli eines Jahres bis zum 30. Juni des Folgejahres.
| Datierung       | Name                  | Konsul | Anmerkung                                                   |
| --------------- | --------------------- | ------ | ----------------------------------------------------------- |
| Augustus        | P. Vinicius           | 2      | Dat. aus de.wp                                              |
| 15 bis 35       | C. Poppaeus Sabinus   | 9      | Dat. aus de.wp; Statthalter in Achaea, Macedonia und Moesia |
| 35 bis 44       | P. Memmius Regulus    | 31     | Dat. aus de.wp; Statthalter in Achaea, Macedonia und Moesia |
| Claudius / Nero | M. Iul[ius] Ro[mu]lus |        | RE:Iulius 436a                                              |

Für den Zeitraum von 70 bis 139 n. Chr. folgt die Zuordnung der Statthalter zu den einzelnen Amtsjahren i. d. R. Werner Eck; andere Datierungen sind in der Spalte Anmerkung angegeben.
| Datierung                            | Name                                  | Konsul    | Anmerkung |
| ------------------------------------ | ------------------------------------- | --------- | --- |
| ca. 76/77                            | L. Antonius Saturninus                |           | Eck S. 297–298, 222                                                                                             |
| Vespasian ?                          | P. Tullius Varro                      |           | Eck S. 199, 222                                                                                                 |
| Titus / Domitian vor 83              | L. Baebius Honoratus                  | 85 ?      | Eck S. 199, 222                                                                                                 |
| ca. 83/84                            | C. Salvius Liberalis Nonius Bassus    | um 85     | |
| Ende 1. / Anfang 2. Jhd.             | L. Cocceius Iustus                    |           | |
| * 113/114                            | Q. Annius Maximus                     |           | es kommen die Amtsjahre 113/114 und 114/115 in Frage                                                            |
| Trajan vor 114                       | Ignotus                               |           | AE 1969/70, 606; Eck S. 199, 223                                                                                |
| Trajan                               | M. Arruntius Claudianus               |           | Eck S. 199, 223                                                                                                 |
| 117 bis 119                          | D. Terentius Gentianus                | 116       | laut de.wp wahrscheinlich ein Statthalter; laut Eck dagegen ein legatus ad census accipiendos (S. 153 Anm. 350) |
| 119/120                              | Octavius Antoninus                    |           | |
| 124/125                              | Q. Planius Sardus L. Varius Ambibulus | 132/133 ? | Eck S. 160–161, 223                                                                                             |
| Hadrian                              | Iunius Rufinus                        |           | Eck S. 199, 223                                                                                                 |
| Hadrian                              | Q. Gellius Sentius Augurinus          |           | Eck S. 199, 223                                                                                                 |
| Ende Hadrian / Anfang Antoninus Pius | [Iul]ius [Fr]ugi                      |           | Eck S. 199–200, 223                                                                                             |

1. ↑  ca.: Der Zeitpunkt der Statthalterschaft ist nur ungefähr erschlossen (Werner Eck, Chiron, Band 12, S. 283).
2. ↑    - Der Statthalter ist für ein bestimmtes Kalenderjahr in der Provinz belegt. Es ist aber unsicher, ob er in dem Jahr schon oder noch in der Provinz war. Daher ist in diesem Fall immer die Wahl zwischen zwei Amtsjahren, da diese jeweils vom 1. Juli bis zum 30. Juni dauerten (Werner Eck, Chiron, Band 12, S. 282).

| Datierung            | Name                                  | Konsul    | Anmerkung                                            |
| -------------------- | ------------------------------------- | --------- | ---------------------------------------------------- |
| vor 155/157          | Sex. Pedius Hirrutus Lucilius Pollio  |           | (CIL 6, 1486); Corbier Nr. XIX, S. 397; RE:Pedius 6  |
| 164/165              | P. Antius Orestes                     |           |                                                      |
| um 170               | P. Iulius Geminius Marcianus          | um 167    |                                                      |
| Anfang Commodus      | Ti. Claudius Gordianus                | 191/192 ? |                                                      |
| um 200               | M. Antius Crescens Calpurnianus       |           | (CIL 6, 41177); RE:Antius 8                          |
| um 224               | P. Iulius Iunianus Martialianus       |           | (CIL 8, 2392, CIL 8, 7049); Corbier Nr. XXXV, S. 461 |
| vor 221/230          | C. Caerellius Pollittianus            |           | (CIL 6, 1366, CIL 6, 1367); RE:Caerellius 7          |
| Severus Alexander    | T. Clodius Pupienus Pulcher M[aximus] |           | RE:Clodius 51; Heil S. 244 Anm. 5                    |
| Gordian III.         | Ae[l]ius Fir[mus(?)]                  |           | (CIL 6, 41281); Heil S. 244                          |
| um 244               | (Marcius?) Severianus                 |           | Heil S. 244 Anm. 6                                   |
| Mitte / Ende 3. Jhd. | M. Ulpius Iulianus                    |           | (AE 2004, 1328); Heil S. 244                         |
| Gallienus            | M. Aurelius Apollinaris               |           | RE:Aurelius 54b; Heil S. 244                         |
| 268/269              | Aurelius Valentinus                   |           | (AE 1900, 169); RE:Aurelius 232a                     |
| 282 oder 283         | Aur(elius) Nestor                     |           | (AE 1939, 191); Heil S. 244                          |